# Dolichognatha spinosa
Dolichognatha spinosa là một loài nhện trong họ Tetragnathidae.
Loài này thuộc chi Dolichognatha. Dolichognatha spinosa được miêu tả năm 1939 bởi Petrunkevitch.